# Louis-François de France
 (décembre 2013).
Si vous disposez d'ouvrages ou d'articles de référence ou si vous connaissez des sites web de qualité traitant du thème abordé ici, merci de compléter l'article en donnant les références utiles à sa vérifiabilité et en les liant à la section « Notes et références ».
Titre
Duc d'Anjou
14 juin 1672 – 4 novembre 1672
(4 mois et 21 jours)
Louis-François de France, né le 14 juin 1672 au château de Saint-Germain-en-Laye, et mort le 4 novembre 1672 au château de Saint-Germain-en-Laye, est le fils du roi Louis XIV et de sa cousine germaine Marie-Thérèse d'Autriche (1638-1683), infante d'Espagne.

## Biographie
Louis-François est né le 14 juin 1672 à Saint-Germain-en-Laye. Il était le sixième enfant, le plus jeune fils et le troisième fils du roi Louis XIV de France et de son épouse, la reine Marie-Thérèse. En tant que fils du roi de France, il était Fils de France et Prince de France. Fils de Marie-Thérèse d'Espagne, il était infant d'Espagne.
Il fut créé duc d'Anjou à sa naissance, titre vacant depuis la mort de son frère, prince Philippe-Charles, l'année précédente (1671). C'est pourquoi, à la cour, tout le monde l'appelait le deuxième duc d'Anjou. La naissance du duc d'Anjou fut un soulagement pour le roi et la reine, qui avaient perdu quatre enfants.
Averti de l’heureux événement, Louis XIV écrit au maréchal de Turenne, depuis les Provinces-Unis :

« Mon cousin, je n’ai que le temps de vous que la Reine est accouchée d’un garçon. Je crois que cette nouvelle vous fera plaisir, sachant l’amitié que vous avez pour moi. »

À cette époque, la France était en guerre contre les Pays-Bas espagnols, et même sur le champ de bataille, le roi Louis XIV s'inquiétait pour son fils et écrivait à Madame de La Motte d'Utrecht en juillet :

« Je suis heureux d'apprendre que mon fils, le duc d'Anjou, est en bonne santé. J'espère qu'elle continuera. »

Malheureusement, le petit duc montra bientôt des signes de faiblesse. Le roi accepta également de changer de nourrice comme le recommandaient les médecins, dans l'espoir d'améliorer la santé du prince.
Il fut baptisé à la hâte le 1er novembre et reçut le nom de Louis-François. Il meurt à l'âge de cinq mois à Saint-Germain en 1672. Il est enterré à la Basilique de Saint-Denis, tandis que son cœur fut enseveli dans l'abbaye du Val-de-Grâce. Ainsi, en quinze mois, le roi perdit trois de ses enfants. Mort en bas âge, le garçon Louis-François n'apparaît dans aucun portrait. À la cour, les enfants de moins de sept ans n'étaient pas autorisés à faire leur deuil, et les signes de chagrin étaient considérés comme une faiblesse pitoyable s'ils persistaient plus de quelques jours.
Des six enfants que Marie-Thérèse d’Autriche a donnés au roi, seul le Dauphin parviendra à l’âge adulte. Si la reine attribue la mort de ses enfants à un signe de Dieu voulant préserver leur âme, Louis XIV ne peut s’empêcher d’y voir un châtiment divin, en punition de ses liaisons extra-conjugales.
Quant à la princesse Palatine, jeune épouse du Duc d’Orléans depuis 1671 et nouvellement arrivée à la cour de France, elle rend les hommes de sciences responsables de l’hécatombe qui frappe la descendance de Louis XIV, et écrit dans sa correspondance, le 23 novembre 1672 : 

« Ici, aucun enfant n’est en sécurité puisque les médecins ont déjà expédié cinq enfants de la reine dans l’autre monde. »

Si les remèdes et les choix des médecins peuvent contribuer à mener au tombeau les enfants du couple royale, la consanguinité (Louis XIV et Marie-Thérèse d’Autriche étant cousins germains) joue certainement un rôle, car on lui doit la constitution fragile des enfants légitime du monarque, ce qui n’a pas permis à cinq d’entre eux de franchir le cap de la petite enfance.